# Маршрутоуказатель

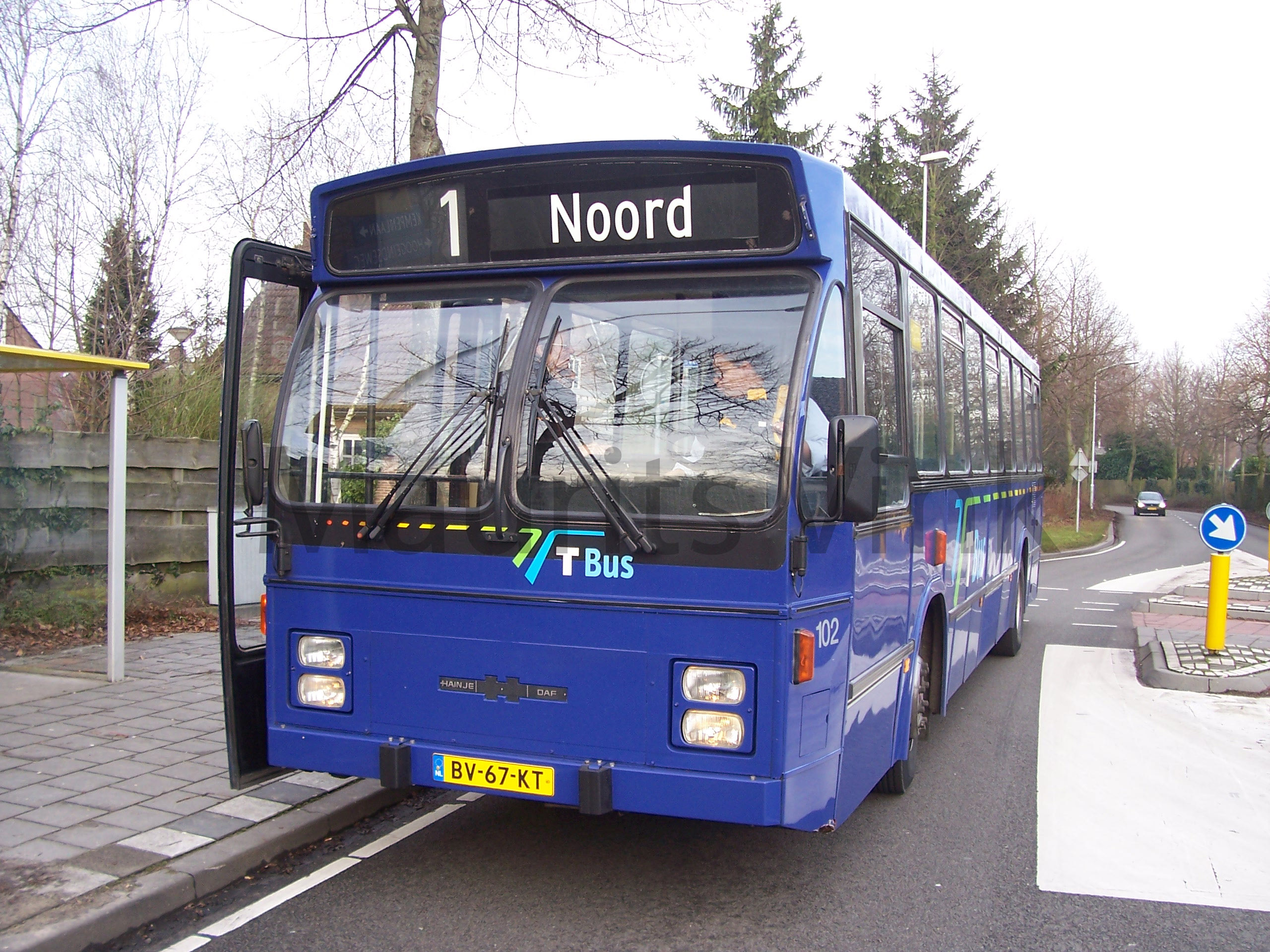
Высококонтрастный головной маршрутоуказатель. Наклон стекла и козырёк уменьшает блики от Солнца.

Маршрутоуказа́тель — устройство для сообщения пассажиру номера маршрута и пути следования маршрутного транспортного средства. Кроме того, может отображать дополнительную информацию — например, о видах принимаемых проездных билетов.

## Расположение
Обычно на маршрутных транспортных средствах располагают 4 маршрутоуказателя:
- Головной: над лобовым стеклом, или за ним.
- Бортовой: расположен со стороны входа.
- Задний.
- Внутрисалонный.

Боковых маршрутоуказателей может быть несколько, в зависимости от длины транспортного средства и количества входов. На боковом, а также в большинстве случаев на переднем маршрутоуказателе обозначаются начальная, конечная и, по возможности, несколько промежуточных остановок. На заднем маршрутоуказателе, как правило, указывается только номер маршрута.

## Устройство
Существуют следующие разновидности маршрутоуказателей:
- Простые трафареты — представляют собой пластину (так называемый аншлаг) с нанесённой на неё информацией о маршруте;
- Механизированные трафареты — представляют собой несколько трафаретов с механизмом смены. По команде из кабины водителя в окно маршрутоуказателя устанавливается нужный;
- Электромеханические (в том числе блинкерные) индикаторы;
- Электронные матричные и сегментные индикаторы — обычно светодиодные.

Особо стоит отметить маршрутные огни, применяемые в основном в трамваях. Каждому маршруту даётся двухцветный код. Они позволяют определять номер маршрута с большого расстояния.
Маршрутоуказатель должен иметь подсветку для обозначения маршрута в тёмное время суток.
Нередко когда транспортное средство эксплуатируется только на одном маршруте, номер маршрута наносится непосредственно на кузове, чаще всего самоклеящейся плёнкой. Такая практика распространена в основном среди маршрутных такси.